# Анка Обреновић
Анка Обреновић Константиновић (1. април 1821 — 10. јун 1868) је била члан владајуће породице Обреновић, ћерка Јеврема Обреновића и Томаније. Била је писац чији су преводи први књижевни радови неке жене у модерној, пост-отоманској Србији 1836. године. Објавила је са само 15 година, 1836. године у Београду књигу (превод са немачког) "Нравоучителне повјести". Позната је и као Анка Помодарка
Књигу је заволела захваљујући напредном оцу и његовој библиотеци,првој у Шапцу. Одшкринула је врата образовања женске деце, а по наговору васпитачице Тине Тирол, водила је дневник од 14. децембра 1836. до 5. јануара 1838. године  и створила првенац у женској дневничкој литератури.
Била је инспирација за песму хрватског песника Антуна Михановића, који је желео да се ожени њом када је имала 16 година а он 41. У 1860, она је организовала један од првих српских салона у свом дому у Београду.
Ана је била удата за Александра Константиновића са којим је имала сина Александра и ћерку Катарину. У Катарину Константиновић је био заљубљен кнез Србије Михаило Обреновић и хтео њом да се ожени. Анка је убијена заједно са Михаилом Обреновићем на Кошутњаку 1868. године, док су њена мајка Томанија и ћерка Катарина преживеле овај инцидент. Катарина се касније удала за Миливоја Петровића Блазнавца, па за Михаила Богићевића.
Услед брака са Наталијом Константиновић, унуком принцезе Анке Обреновић, Мирку Петровићу, принцу Црне Горе, је обећана српска круна.

## Породично стабло
|  |                       |  |  |  |  |  |  |  |  |  |  |  |  |  |  |  |
|  | 4. Теодор Михаиловић  |  |  |  |  |  |  |  |  |  |  |  |  |  |  |  |
|  |                       |  |  |  |  |  |  |  |  |  |  |  |  |  |  |  |
|  |                       |  |  |  |  |  |  |  |  |  |  |  |  |  |  |  |
|  | 2. Јеврем Обреновић   |  |  |  |  |  |  |  |  |  |  |  |  |  |  |  |
|  |                       |  |  |  |  |  |  |  |  |  |  |  |  |  |  |  |
|  |                       |  |  |  |  |  |  |  |  |  |  |  |  |  |  |  |
|  | 5. Баба Вишња         |  |  |  |  |  |  |  |  |  |  |  |  |  |  |  |
|  |                       |  |  |  |  |  |  |  |  |  |  |  |  |  |  |  |
|  |                       |  |  |  |  |  |  |  |  |  |  |  |  |  |  |  |
|  | 1. Анка Обреновић     |  |  |  |  |  |  |  |  |  |  |  |  |  |  |  |
|  |                       |  |  |  |  |  |  |  |  |  |  |  |  |  |  |  |
|  |                       |  |  |  |  |  |  |  |  |  |  |  |  |  |  |  |
|  | 6. Анта Богићевић     |  |  |  |  |  |  |  |  |  |  |  |  |  |  |  |
|  |                       |  |  |  |  |  |  |  |  |  |  |  |  |  |  |  |
|  |                       |  |  |  |  |  |  |  |  |  |  |  |  |  |  |  |
|  | 3. Томанија Богићевић |  |  |  |  |  |  |  |  |  |  |  |  |  |  |  |
|  |                       |  |  |  |  |  |  |  |  |  |  |  |  |  |  |  |
|  |                       |  |  |  |  |  |  |  |  |  |  |  |  |  |  |  |

## Породица

### Супружник
| име                       | слика | датум рођења | датум смрти |
| ------------------------- | ----- | ------------ | ----------- |
| Александар Константиновић |       |              | 1853.       |

### Деца (из брака)
| име                       | слика | датум рођења | датум смрти | супружник                                      |
| ------------------------- | ----- | ------------ | ----------- | ---------------------------------------------- |
| Александар Константиновић |       |              | 1914.       | Милена Опуић                                   |
| Катарина Константиновић   |       | 1848.        | 1910.       | Миливоје Петровић Блазнавац; Михаило Богићевић |

### Дете (ћерка из ванбрачне везе)
| име              | слика | датум рођења | датум смрти | супружник           |
| ---------------- | ----- | ------------ | ----------- | ------------------- |
| Симеона Лаховари |       |              | 1915.       | Александру Лаховари |

## Галерија
- Анка Обреновић
- Анка Обреновић
- Анка Обреновић Константиновић